# Daisy Greville de Warwick
Frances Evelyn « Daisy » Greville, comtesse de Warwick, née Frances Evelyn Maynard à Easton Lodge (Uttlesford, Essex) le 10 décembre 1861 et morte à Warwick le 26 juillet 1938 , est une mondaine britannique, épouse de Francis Greville (5e comte de Warwick) et maîtresse de longue date d'Albert Edward, prince de Galles et futur roi Édouard VII.
Par sa mère, Blanche Adeliza Fitzroy, veuve de Charles Maynard, elle est demi-sœur de Millicent Leveson-Gower.
Elle est l'inspiration de la chanson populaire de music-hall Daisy Bell.